# Michał Jerzy Czartoryski
Michał Jerzy Czartoryski herbu Pogoń Litewska (ur. 1621, zm. 13 kwietnia 1692 w Podhorcach) – wojewoda sandomierski od 1680, wojewoda wołyński od 1661, wojewoda bracławski od 1658, kasztelan wołyński od 1653, starosta krzemieniecki w latach 1645-1653 i 1688-1689, starosta wielicki w 1681 roku, książę na Klewaniu i Żukowie, wicemarszałek Trybunału Głównego Koronnego w 1668 roku, wielki poseł do cara Fiodora III Romanowa w 1678 roku.
Założyciel linii klewańskiej Czartoryskich.

## Kariera
Był synem Mikołaja Czartoryskiego (zm. 1662) – wojewody wołyńskiego, dziedzica na Klewaniu i Żukowie i Izabeli Kordeckiej.
Studiował na licznych studia zagranicznych. Od 1642 r. był dworzaninem królewskim, w 1645 został starostą kamienieckim. Poseł na sejm 1646 roku. Poseł sejmiku łuckiego na sejm zwyczajny 1652 roku.
W 1653 został kasztelanem wołyńskim, a w 1658 wojewodą bracławskim, a w 1661 wołyńskim.
W 1667 pełnił funkcję komisarza do spraw granicznych z Mołdawią. Był elektorem Michała Korybuta Wiśniowieckiego z województwa wołyńskiego w 1669 roku, podpisał jego pacta conventa.  W 1672 był członkiem konfederacji gołąbskiej. Był członkiem konfederacji generalnej zawiązanej 15 stycznia 1674 roku na sejmie konwokacyjnym. Elektor Jana III Sobieskiego z województwa wołyńskiego w 1674 roku, podpisał jego pacta conventa. 
W 1680 otrzymał urząd wojewody sandomierskiego. 
Był fundatorem kościoła i klasztoru dominikańskiego w Czernelicy.
Zmarł 13 kwietnia 1692 w Podhorcach.
Pozostawił m.in. Listy /kopie/ w rękopisie.

## Drzewo genealogiczne
Jego pierwszą żoną była Rosine Margarethe von Eckenberg (1625 – 13 października 1648), córka NN von Eckenberga i Margarethe von Toll, którą poślubił 16 czerwca 1646.
Jego drugą żoną była Eufrozyna Stanisławska (18 kwietnia 1629 – 2 stycznia 1668, Warszawa), córka Jana Andrzeja Stanisławskiego i Zofii Kozłowskiej, którą poślubił 2 lutego 1650, w Warszawie.
Jego trzecią żoną była Joanna Weronika Olędzka (zm. 1 sierpnia 1729), córka Tomasza Olędzkiego i Anny Grzybowskiej, którą poślubił 15 grudnia 1668, w Zakroczymiu. Para miała syna:
- Kazimierza (1674-1741).

| 4. Jerzy Czartoryski (ok. 1560-1626)          |  |                                         |  |  |                             |
|                                               |  | 2. Mikołaj Jerzy Czartoryski (zm. 1662) |  |  |                             |
| 5. Izabela Aleksandra Wiśniowiecka (zm. 1612) |  |                                         |  |  |                             |
|                                               |  |                                         |  |  | 1. Michał Jerzy Czartoryski |
| 6. Joachim Kordecki                           |  |                                         |  |  |                             |
|                                               |  | 3. Izabela Kordecka                     |  |  |                             |
| 7. Anna Chodkiewiczówna                       |  |                                         |  |  |                             |
|                                               |  |                                         |  |  |                             |